# Gillis Wissing
Arne Gillis Wissing, född 14 april 1993 i Västerås, är en professionell bandyspelare som spelar i Tillberga IK Bandy. 
Wissing har gjort ett antal landskamper för Sverige under VM-turneringen i Ryssland 2008 var han uttagen till P16 landslaget. I november 2009 fick han hoppa in och spela i det nederländska landslaget. Matchen, som slutade 26-0, var väldigt jobbigt mentalt då han släppte in många mål. Hans karriär började i IFK Västerås men flyttade 2007 till VSK för att elitsatsa. 2010 valde han att gå tillbaka till sin moderklubb IFK Västerås där han nu spelar.